# محمد البعلبكي
محمد البعلبكي (1921 - 22 مارس 2017) هو كاتب صحفي لبناني. شغل منصب نقيب الصحافة اللبنانية منذ عام 1982 حتى سنة 2014، انتخب خلالها 9 مرات متتالية بالإجماع لشغل هذا المنصب.

## حياته
ولد البعلبكي في العاصمة اللبنانية بيروت سنة 1921، وتلقى تعليمه في كلية المقاصد الإسلامية في بيروت، ثم التحق بالكلية الشرعية أزهر، بعدها أكمل دراسته بالجامعة الأمريكية في بيروت وتخرج منها سنة 1942، حاملاً شهادة الأدب العربي. بعدها تدرج بالوظائف بالصحف المختلفة بلبنان، بدأ كسكرتير تحرير «مجلة العروة»، ثم محرراً بجريدة الديار لمدة 6 سنوات منذ عام 1943، وخلال ذلك شارك بتحرير مجلة الصياد. أنشئ سنة 1947 «جريدة كل شيء» الأسبوعية، واستمرت لمدة أربع سنوات. انتمى البعلبكي إلى الحزب السوري القومي الاجتماعي عام 1949 فتحمل مسؤوليات حزبية عدة. وفي سنة 1951 قام بشراء «جريدة صدى لبنان» اليومية. كان رئيساً للمجلس الأعلى في الحزب، وقد أوقف على خلفية المحاولة الانقلابية، وتعرض للتعذيب في زنزانات النظام اللبناني آنذاك، وحكم بالاعدام الى جانب اعضاء قيادة الحزب ومن ثم خفض الحكم الى المؤبد قبل صدور العفو. وقد حاز البعلبكي على رتبة الأمانة من قبل هيئة منح رتبة الأمانة وهي أعلى رتبة يحملها العضو في الحزب السوري القومي الاجتماعي.